# František Kop (saxofonista)
František Kop (9. srpna 1959 Praha) je český jazzový saxofonista, skladatel a pedagog.
Studium hudby započal v LŠU Španělská v Praze u profesora Jiřího Stárka (klarinet). Po absolvování gymnázia Ohradní (1974–78) začal studovat hru na saxofon u Karla Velebného na Lidové konzervatoři. Po ukončení vojenské služby v AUS VN (1981–83) začal působit na československé hudební scéně a stal se členem skupiny Gera Band Michala Gery, Blues Band Luboše Andršta, kvarteta Emila Viklického a Pražského Big Bandu Milana Svobody. Doprovázel také jazzovou zpěvačku Vlastu Průchovou a byl členem jazzrockové skupiny Luboše Andršta Krátké spojení. Také se věnoval studiové práci a hry v big bandech. Od svých začátků pod vedením Karla Velebného byl členem orchestru Veleband, který později natočil několik CD pro vydavatelství ARTA.
František Kop byl spoluzakládajícím členem skupiny Naima, která několikrát zvítězila v anketě o jazzovou skupinu roku. Dalším významným muzikantem Naimy byl Zdeněk Zdeněk. Po rozpadu skupiny Naima se stal členem Binder – Konrád Blues Band a založil vlastní soubor František Kop Quartet (1995). Souběžně byl členem skupiny Petra Maláska, se kterou doprovázel Hanu Hegerovou (1995–2008), Martu Kubišovou (2007–2018) a od roku 2004 také Lucii Bílou. Od roku 1998 je členem skupiny J.A.R., kterou založil Roman Holý, Oto Klempíř a Michael Viktořík.
Během své aktivní hudební kariéry se věnuje pedagogické činnosti. Od roku 2016 vyučuje hru na saxofon a jazzovou improvizaci na Konzervatoři Jaroslava Ježka. Přeložil také učebnici, zabývající se hrou na saxofon, kterou napsal přední světový saxofonista a pedagog Dave Liebman. Od devadesátých let se věnuje pomoci rozvoji české jazzové scény a mezi lety 1996–1999 byl prezidentem České jazzové společnosti. Jako poctu Karlu Velebnému vytvořil webové stránky jemu věnované, které se současně zabývají vývojem jazzu v Československu po 2. světové válce.

## František Kop Quartet
Byl založen v roce 1995, kdy se představil na koncertě festivalu Pražské jaro. Během let se v ní vystřídala řada předních českých jazzových hudebníků – Jaromír Honzák, Peter Binder, Jan Knop, Martin Šulc, Robert Balzar, Imran Zangi. Sestava se ustálila na složení: pianista Petr Malásek, baskytarista Martin Lehký a bubeník Pavel „Bady“ Zbořil. V letech 2021–2022 natočil dvě studiová alba František Kop Quartet – News Of The Past a František Kop – Chillies pro vydavatelství Amplion Records Alexeje Charváta.

## Vybraná diskografie:[9]
- 1985 Naima (Panton)
- 1987 Emil Viklický Quartet - Homage To Joan Miró (Supraphon)
- 1987 Joe Newman - Midgets (Panton)
- 1988 Luboš Andršt - Plus - Minus Blues (Panton)
- 1989 Emil Viklický - Za horama, za lesama (Supraphon)
- 1989 Naima II (Panton)
- 1990 Naima Live - Session ’90 (Arta Records)
- 1991 Veleband - Tribute to Karel Velebný (Arta Records)
- 1991 Vlasta Průchová - Tonight (Arta Records)

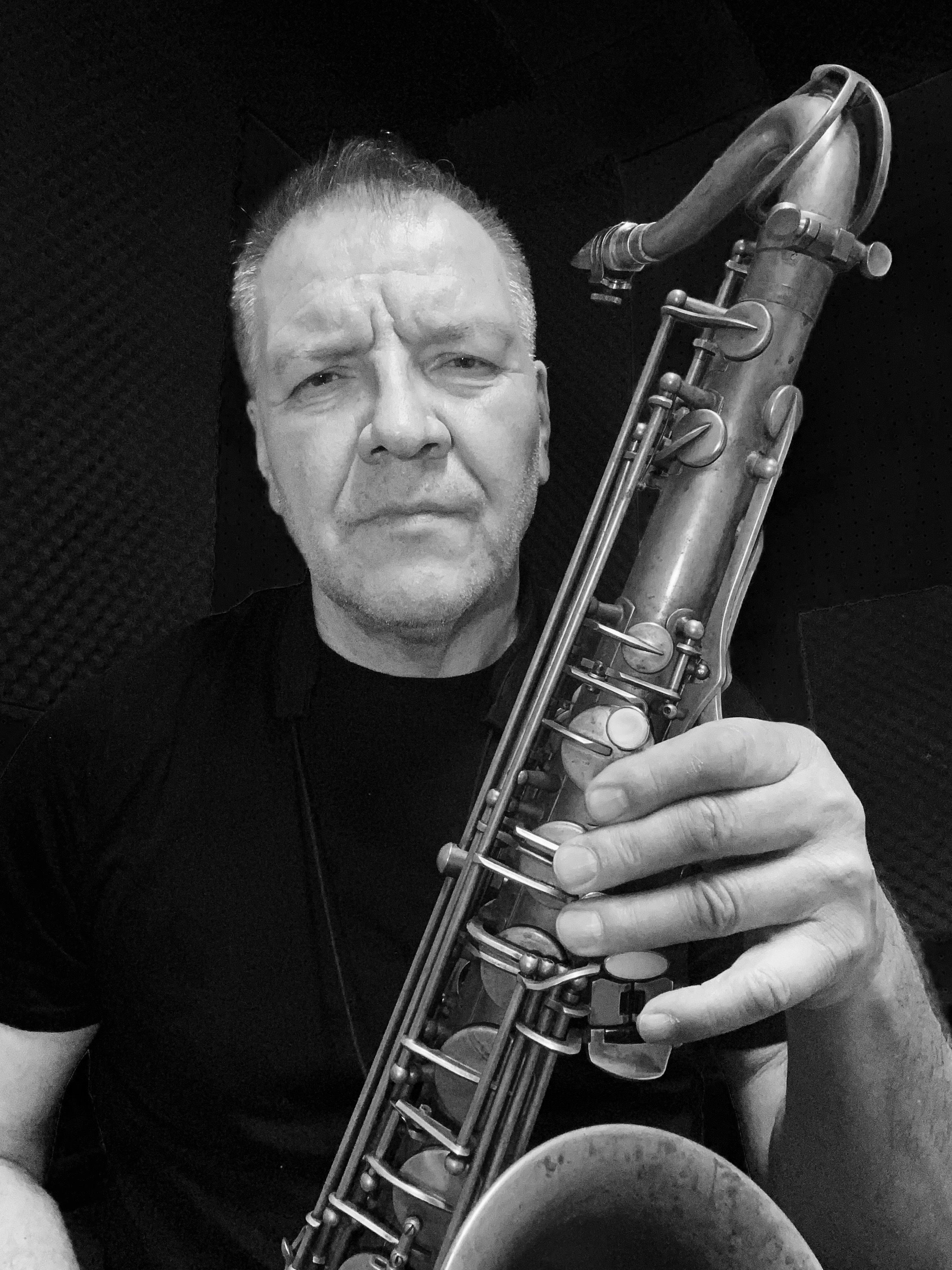
František Kop

- 1995 Veleband - Hic Sunt Leones (Arta Records)
- 1992 Naima - Different Colours (Arta Records)
- 1994 Dežo Ursiny - Príbeh (BMG)
- 1995 Binder Konrád Blues Band (Gallup)
- 1995 Kop, Krampl, Uhlíř & Zbořil - On Cloud IX (Melantrich)
- 1996 Veleband - Jazzové nebajky… Po letech (Arta Records)
- 1998 EBU Jazz Orchestra - 100 Years of Duke Ellington (Just In Time Rec.)
- 1998 Sexydancers - Butchers On The Road (Bonton)
- 1999 J.A.R. - Homo Fonkianz (Sony Music/Bonton/Columbia)
- 2000 František Kop Quartet - Twinkle (Arta Records)
- 2000 Monkey Business - Why Be In When You Could Be Out (Columbia)
- 2002 J.A.R. - Nervák (Sony Music/Bonton/Columbia)
- 2003 Monkey Business - Resistance is Futile (Columbia)
- 2004 Lucie Bílá - Koncert (Supraphon)
- 2006 J.A.R. - Armáda špásu (Sony BMG/Columbia)
- 2007 František Kop Quartet - Live (Multisonic)
- 2010 Hana Hegerová - Mlýnské kolo v srdci mém (Supraphon)
- 2011 J.A.R. - Dlouhohrající děcka (Sony BMG/Columbia)
- 2016 Marta Kubišová - Soul (Supraphon)
- 2016 Michael Kocáb - Abstract (Monitor)
- 2017 J.A.R. - Eskalace dobra (Warner Music Group)
- 2021 František Kop Quartet - News of the Past ( Amplion Records)
- 2022 František Kop - Chillies (Amplion Records)
- 2023 J.A.R. - Jezus Kristus Neexistus? (Warner Music Group)

## Osobní život
Za manželku má František Kop malířku Kateřinu Štenclovou, jejich dcera Julie Kopová je také malířka.